# Dombeya menalohensis
Dombeya menalohensis är en malvaväxtart som beskrevs av Arenes. Dombeya menalohensis ingår i släktet Dombeya och familjen malvaväxter. Inga underarter finns listade i Catalogue of Life.